# 25. sydlige breddekreds
Den 25. sydlige breddekreds (eller 25 grader sydlig bredde) er en breddekreds, der ligger 25 grader syd for ækvator. Den løber gennem Atlanterhavet, Afrika, det Indiske Ocean, Australasien, Stillehavet og Sydamerika.